# شهرستان مورتون (داکوتای شمالی)
شهرستان مورتون، داکوتای شمالی (به انگلیسی: Morton County, North Dakota) یک سکونتگاه مسکونی در ایالات متحده آمریکا است که در داکوتای شمالی واقع شده‌است.

## خصوصیات
شهرستان مورتون ۵٬۰۳۷٫۵۶ کیلومترمربع مساحت دارد.